# Helge Adamsson
Helge Knut Josef Adamsson, född 1 juli 1902 i Västervåla församling, Västmanlands län, död 28 januari 1942 i Stockholm, var en svensk idrottsman (medel- och långdistanslöpare). Han tävlade för IF Linnéa och vann 1927 SM-guld i 10 000 meter lag.
Adamsson var som medlem i IF Linnéas klubblag världsrekordshållare i stafett 4 x 1 500 m åren 1925 till 1926. Han var svensk rekordhållare i grenen 1925 till 1929.